# Христофор Ангелопулос
Христофор (на гръцки: Χριστοφόρος) е гръцки духовник, епископ на Вселенската патриаршия.

## Биография
Роден e в 1974 година в южномакедонския град Сервия, Гърция, със светското име Ангелопулос (Αγγελόπουλος). Учи богословие във Висшето църковно училище в Атина и в Богословското училище в Солун. В 2000 година е ръкоположен за дякон и за презвитер от митрополит Алексий Никейски. Служи като викарий на църквата „Свети Спиридон“ в Егалео, Атика от 2000 до 2013 година и като протосигнал на Сервийската и Кожанска митрополия от 2014 до 2023 година.
На 9 октомври 2023 година е избран за титулярен епископ на Амфиполис, викарен епископ на Сервийската и Кожанска митрополия, срещу архимандритите Хрисостом Масторас и Димитрий Хандакас. На 30 октомври 2023 годна е ръкоположен за амфиполски епископ в храма „Св. св. Константин и Елена“ в Кожани. Ръкополагането е извършена от митрополит Павел Сервийски и Кожански, в съслужение с митрополитите Пантелеймон Ксантийски, Алексий Никейски, Хрисостом Месенски, Пантелеймон Маронийски и Гюмюрджински, Харитон Еласонски, Константин Мегарски, Давид Гревенски и Вартоломей Поленински и Кукушки.